# Justin Tipuric
Justin Tipuric (nacido en Neath el 6 de agosto de 1989) es un jugador de rugby galés que jugó con la selección de Gales en la posición de Ala. Actualmente juega para el equipo Ospreys del United Rugby Championship, habiendo jugado previamente para Aberavon RFC. Es de ascendencia croata.
En junio de 2011 fue escogido entre los jugadores que se entrenaron para la Copa Mundial de Rugby de 2011, pero quedó fuera de la selección final. Hizo su debut con Gales el 20 de agosto de 2011 contra Argentina como reemplazo en la segunda parte. También fue incluido en la selección galesa de Rugby 7 para la temporada 10/11.
Después de sus esfuerzos en el equipo galés en el Torneo de las Seis Naciones 2013, fue seleccionado por Warren Gatland para la gira 2013 de los British and Irish Lions por Australia.
Seleccionado para jugar la Copa Mundial de Rugby de 2015, salió en el primer encuentro, una victoria contra Uruguay 54-9, anotando un ensayo.

## Palmarés y distinciones notables
- Campeón del Torneo de las Seis Naciones 2012, 2013 y 2019.
- Campeón del Pro14 de 2009–10 y 2011–12.
- Seleccionado por los British and Irish Lions para la gira de 2017 en Nueva Zelanda[5]
- Seleccionado por los British and Irish Lions para la gira de 2021 en Sudáfrica [6]